# Улица Васенко (Санкт-Петербург)
Улица Ва́сенко — улица в Калининском районе Санкт-Петербурга. Проходит от Лабораторной до Замшиной улицы.

## История
Бывший 1-й Марзавин переулок. Переулок примыкал к Замшиной улице. Переименован в августе 1940 года в переулок Васенко в память об испытателе-стратонавте А. Б. Васенко (1899—1934), погибшем во время рекордного полёта на стратосферном аэростате «Осоавиахим-1».
В 1962 году переулок был продлён за счёт нового застроенного участка и переименован в улицу Васенко. В 1970 году улица была ещё немного продлена (включён участок между Кондратьевским проспектом и Лабораторной улицей).

## Здания и сооружения
Нечётная сторона:
- дом 3, корпус 3 — Ветеринарная станция Калининского района
- дом 7 — АТС ОАО «Северо-Западный Телеком» (СЗТ)
- дом 9 — ГУЗ Поликлиника городская № 54

Чётная сторона:
- дом 6 — Детская библиотека «Истоки» (филиал № 8 ЦБС Калининского района)

## Транспорт
- Метро: Выборгская (2120 м)
- Вокзалы, ж/д платформы: Финляндский вокзал (2400 м), Пискарёвка (2690 м)

Движение общественного транспорта по улице отсутствует.

## Пересечения
Пересекает или примыкает:
- Лабораторная улица
- Кондратьевский проспект
- переулок Усыскина
- улица Федосеенко
- Замшина улица